# DlaCiebie.tv
dlaCiebie.tv – regionalna stacja telewizyjna nadająca dla mieszkańców województwa śląskiego. Stacja powstała 1 lipca 2012 i zastąpiła lokalną telewizję CTV Jaworzno. Zmiana spowodowana była zwiększeniem zasięgu do rejonu całego Górnego Śląska.
Stacja emituje serwisy informacyjne, magazyny o tematyce społeczno-interwencyjnej, edukacyjnej, kulturalnej, sportowej, muzycznej, medycznej i motoryzacyjnej. Na antenie dlaCiebie.tv prezentowane są również pasma lokalne różnych stacji i materiałów znanych ze stron internetowych. Stacja jest dostępna w sieciach kablowych konurbacji katowickiej w miastach: Katowice, Gliwice, Chorzów, Ruda Śląska, Siemianowice, Bytom, Jaworzno, Mysłowice, Sosnowiec, Zabrze, Dąbrowa Górnicza, Tychy, Knurów, Piekary Śląskie, Lędziny, Olkusz, Zawiercie oraz innych miastach województwa śląskiego: Częstochowa, Łaziska Górne, Żory.
Stacja dostępna jest również w Internecie w systemie live streaming oraz sieci kablowej UPC Polska, a od 10 marca 2017 roku również w sieci kablowej Netia.